# Timbuktu (musiker)
 For alternative betydninger, se Timbuktu (flertydig). (Se også artikler, som begynder med Timbuktu)
Jason Diakite, bedre kendt som Timbuktu (født 11. januar 1975, Lund) er en svensk rap- og reggaemusiker. I midten af 1990'erne startede han som en del af rapgruppen Excel, før han valgte en solokarriere som Timbuktu.
Han er søn af Madubuko Diakité, en amerikansk-født svensk menneskerettighedsadvokat og akademiker.

## Diskografi

### Solo album
- T2 kontrakultur (2000)
- The botten is nådd (2003)
- Live (2004)
- Alla vill till himmelen men ingen vill dö (2005)
- Oberoende framkallande (2007)
- En High 5 & 1 Falafel (2008)
- Sagolandet (2011)
- Pusselbitar (2012)
- För livet till döden (2014)